# Наум Бочваров
Наум Бочваров е български революционер, деец на Вътрешната македоно-одринска революционна организация.

## Биография
Наум Бочваров е роден в 1880 година в битолското българско село Цапари, тогава в Османската империя. Влиза във ВМОРО още млад. Става нелегален и действа с четите на Тома Давидов и Славейко Арсов. Участва в сраженията при Шурленци и Избища, както и в други битки в Битолско и Ресенско. След предателство е заловен и лежи в Битолския затвор.
След установяването на комунистическата власт в Югославия, по Закона за илинденските пенсии от 1946 година подава молба за илинденска пенсия.